# 宮島篤
宮島 篤（みやじま あつし、1953年3月7日 - ） は、日本の生物学者。東京大学名誉教授。元東京大学分子細胞生物学研究所所長。元日本生化学会会長。

## 人物・経歴
1971年長野県飯田高等学校卒業。1975年静岡大学理学部化学科卒業。1980年東京大学大学院理学系研究科生物化学専攻博士課程修了、理学博士、静岡大学助手。1982年DNAX分子細胞生物学研究所に留学。1983年DNAX分子細胞生物学研究所研究員。1988年DNAX分子細胞生物学研究所主任研究員。1994年東京大学分子細胞生物学研究所教授。2003年東京大学分子細胞生物学研究所所長。2005年日本生化学会会長。2009年日本学術振興会科学研究費審査委員。2009年かずさDNA研究所理事。2011年加藤記念バイオサイエンス振興財団評議員。2017年神奈川県立産業技術総合研究所研究倫理委員。2018年東京大学定量生命科学研究所特任教授、日本医療研究開発機構課題評価委員、SBIバイオテック取締役。